# Przewody grzejne
Przewody grzejne (ang. heating cables, zwane także kablami grzewczymi) – oporowe przewody elektryczne stosowane do ogrzewania przemysłowego rurociągów i zbiorników (ang. trace heating), a także ogrzewania w budownictwie np. ogrzewania ramp, rynien, schodów, podjazdów oraz ogrzewania podłogowego (np. łazienki). Stosowane są również do ogrzewania roślin ogrodowych np. palm, które rosną w klimacie umiarkowanym.

## Zastosowania przemysłowe
W przemyśle występują dwa zastosowania przewodów grzejnych:
- utrzymanie temperatur procesowych rurociągów i zbiorników, w tym ochrona przed zamarzaniem, zwane także kompensacją strat ciepła (80% zastosowań),
- podgrzewanie mediów w rurociągach i zbiornikach. (20% zastosowań).

Zastosowania przemysłowe wymagają właściwego doboru mocy przewodów.

## Obliczanie (wyznaczanie) strat ciepła
W celu właściwego doboru przewodów grzejnych wyznacza lub oblicza się stratę ciepła. Strata ciepła zostaje później kompensowana mocą przewodów grzejnych.

### Parametry wejściowe
Do obliczeń strat ciepła uwzględnia się następujące parametry:
- długość rurociągu,
- ilość armatury, podpór itp.,
- zewnętrzną średnicę rury,
- współczynnik przewodności cieplnej izolacji termicznej,
- minimalną temperaturę otoczenia,
- temperaturę utrzymania medium.

### Wzór na obliczanie strat ciepła rurociągów
{\displaystyle P_{j}={\frac {2\pi (t_{u}-t_{a})E\lambda }{\ln(d_{2}/d_{1})}},}
gdzie:
- {\displaystyle P_{j}} – moc jednostkowa potrzebna do skompensowania strat ciepła [W/m],
- {\displaystyle t_{u}} – temperatura utrzymania medium [°C],
- {\displaystyle t_{a}} – minimalna temperatura otoczenia [°C],
- {\displaystyle \lambda } – współczynnik przewodności cieplnej izolacji termicznej [W/mK],
- {\displaystyle d_{2}} – średnica zewnętrzna rurociągu z izolacją [mm],
- {\displaystyle d_{1}} – średnica zewnętrzna rurociągu [mm],
- {\displaystyle E} – współczynnik bezpieczeństwa (według rekomendacji np. 1,28 dla przewodów samoregulujących, 1,36 dla przewodów sektorowych).

### Wzór na obliczanie strat ciepła zbiorników
{\displaystyle P={\frac {A(t_{u}-t_{a})E\lambda }{d}}}
gdzie:
- {\displaystyle P} – moc całkowita potrzebna do skompensowania strat ciepła [W],
- {\displaystyle t_{u}} – temperatura utrzymania medium [°C],
- {\displaystyle t_{a}} – minimalna temperatura otoczenia [°C],
- {\displaystyle \lambda } – współczynnik przewodności cieplnej izolacji termicznej [W/mK],
- {\displaystyle A} – powierzchnia zbiornika [m²],
- {\displaystyle d} – zalecana grubość izolacji [m],
- {\displaystyle E} – współczynnik bezpieczeństwa (zgodnie z rekomendacją np. 1,28 dla przewodów samoregulujących, 1,36 dla przewodów sektorowych).

### Dodatkowe źródła strat ciepła
Przy obliczeniach strat ciepła uwzględnia się również straty pochodzące od, podpór, armatury, pomp i kołnierzy, a w przypadku zbiorników rodzaj posadowienia, izolację dachu, oraz liczbę włazów, odwodnień i innych króćców

### Inne metody
Podsumowując strata ciepła na rurociągu jest wprost proporcjonalna do różnicy temperatury zewnętrznej i temperatury utrzymania. Obecnie straty ciepła wyznaczają programy komputerowych lub określa się według tabel dostarczanych przez producentów przewodów grzejnych. Oprogramowanie pozwala także na wyznaczenie temperatur pracy, prądów rozruchowych i zabezpieczeń elektrycznych. Przykładem takiego programu jest TraceCalc Pro.

## Rodzaje przewodów grzejnych
- Przewody stałooporowe (PI) – przeznaczone są do ogrzewania rurociągów zbiorników i innych aparatów technologicznych. Stosowanie przewodów stałooporowych jest bardzo ekonomicznym rozwiązaniem szczególnie dla rurociągów, których długość uniemożliwia stosowanie przewodów strefowych. Ponieważ przewody takie działają na zasadzie czysto rezystancyjnej, obniżając napięcie zasilania możliwe jest stosowanie przewodów stałooporowych dla krótkich odcinków. Zastosowanie polifluorowęglanów (PTFE) w konstrukcji przewodu daje tego typu przewodom jednoczesną odporność chemiczną i temperaturową, więc mogą być one stosowane dla wysokich temperatur rzędu 260 °C (temperatura ciągła) lub 300 °C (okresowo). Tego typu przewody wymagają stosowania termostatów i ze względów bezpieczeństwa nie wolno ich krzyżować.
- Przewody stałooporowe w izolacji mineralnej (MI) – z powłokami z miedzi, miedzioniklu, stali kwasoodpornej i Inconelu® mogą pracować przy maksymalnej temperaturze powłoki nawet do 600 °C. Przewód składa się z żyły grzejnej wykonanej z miedzi lub stopu miedzi, izolacji z tlenku magnezu i powłoki zewnętrznej, wykonywane są one fabrycznie jako przewody określonej długości. Charakteryzują się niską rezystancją, która wymagana jest przy długich rurociągach i dużych zbiornikach w przemyśle chemicznym, rafineryjnym i elektrowniach. Zalety przewodów w izolacji mineralnej to odporność korozyjna, wysoka moc grzejna (nawet do 460 W/m), wysoka odporność mechaniczna, a także odporność ogniowa. Wysoka moc i temperatura pracy umożliwia stosowanie przewodów w izolacji mineralnej nawet w tak trudnej aplikacji jak podgrzewanie zbiorników. Wymagają stosowania termostatów, a raz ułożony przewód nie powinien być później demontowany.
- Przewody strefowe – zostały zaprojektowane w całości na bazie polifluorowęglanów do stosowania w grzewczych systemach przemysłowych wszędzie tam, gdzie temperatura utrzymania jest bliska 150 °C i możliwe jest chwilowe podwyższenie temperatury, nawet do 260 °C. Konstrukcja przewodu jest równoległa, strefowa gdzie element grzejny jest nawinięty wokół dwóch żył przewodzących, a odległości pomiędzy punktami styku elementu grzejnego i żyłami przewodzącymi tworzą strefy grzejne. Równoległa budowa przewodu pozwala na przycinanie go na określoną długość, zaś okrągły kształt pozwala na zginanie go w dowolnym kierunku. Przewody strefowe są stosowane do ogrzewania rurociągów technologicznych oraz zbiorników, nie mogą jednak być stosowane dla krótkich odcinków i wymagają stosowania termostatów.
- Przewody strefowe, ograniczające moc – przeznaczone są do ogrzewania rurociągów i armatury przemysłowej, utrzymują wysokie temperatury procesowe nawet do 230 °C, tam gdzie wymagane są duże nakłady energii. Są to przewody równoległe, w których specjalnej konstrukcji element oporowy nawinięty jest wokół dwóch żył przewodzących, a obszar między punktami styku elementu oporowego i żyły tworzy strefę grzejną. Cechą zbliżoną do przewodu samoregulującego jest zmieniająca się liniowo moc w funkcji temperatury, a także to, że tego typu przewody możemy jednokrotnie krzyżować. Liniowa, a jednocześnie dość płaska charakterystyka mocy w zależności od temperatury dla przewodów grzejnych ograniczających moc zapewnia mały prąd rozruchu i wysoką moc przy wyższych temperaturach. Dla tego typu przewodów podobnie jak dla przewodów samoregulujących nie jest konieczne stosowanie termostatów.
- Przewody samoregulujące – stosowane są wszędzie tam gdzie potrzebny jest system grzewczy do utrzymania temperatur procesowych układów do 150 °C. Rodzina tych przewodów używana jest głównie do utrzymywania temperatur procesowych rurociągów i ochrony przed zamarzaniem rurociągów. Konstrukcja tego typu przewodów wykorzystuje specjalnie wykonany polimer grzewczy, posiadający właściwość zmiennej mocy w funkcji temperatury. Możliwe jest przycinanie go na dowolne długości, co dla wielu aplikacji jest idealnym rozwiązaniem dla ogrzewania krótkich odcinków, armatury czy urządzeń kontrolno-pomiarowych. W wielu przypadkach nie wymagają stosowania termostatów, co zdecydowanie obniża nakłady inwestycyjne.

## Sterowanie i regulacja
W celu utrzymania właściwej temperatury i oszczędności energii, część z przewodów grzejnych wymaga specjalnego sterowania.
W elektrycznych systemach grzewczych opartych o przewody grzejne rozróżnia się kilka typów sterowań:
- sterowanie grupowe względem temperatury otoczenia – polega na ustawieniu termostatu zewnętrznego na temperaturę otoczenia (np. 5 °C przy ochronie przed zamarzaniem) i załączeniu systemu grzewczego, gdy temperatura otoczenia będzie poniżej.
- sterowanie pogodowe względem temperatury otoczenia i wilgotności – polega na ustawieniu termostatu zewnętrznego na temperaturę otoczenia (np. 5 °C przy ochronie przed zamarzaniem) i załączeniu systemu grzewczego gdy temperatura otoczenia będzie poniżej, ale tylko w przypadku wilgoci i możliwości oblodzenia.
- PASC – proporcjonalne sterowanie względem temperatury otoczenia (ang. proportional ambient sensing control) – jest to typ sterowania polegający na utrzymywaniu zadanej temperatury np. 40 °C względem zmieniającej się temperatury otoczenia. Algorytm ten po raz pierwszy został wprowadzony przez amerykańską firmę Raychem. W porównaniu do prostego sterowania względem temperatury otoczenia PASC® daje bardzo duże korzyści ekonomiczne.
- Sterowanie termostatyczne względem temperatury rurociągu lub zbiornika – polega na załączaniu i wyłączaniu systemu grzewczego przez termostat z nastawą określonej temperatury, którego czujnik temperatury jest umieszczony na rurociągu lub zbiorniku.
- Regulacja proporcjonalna, polega na utrzymaniu zadanej temperatury przez regulator proporcjonalny z czujnikiem umieszczonym na rurociągu lub zbiorniku. W zależności od różnicy pomiędzy temperaturą mierzoną i zadaną wypracowywany jest czas załączania i wyłączania systemu grzejnego. Jest to najbardziej ekonomiczny system sterowania i regulacji.
- samoregulacja – samoregulujący przewód grzejny jest tak dobrany, że nie wymaga zewnętrznego sterowania.

Typy urządzeń odpowiedzialnych za sterowanie i regulację przewodów grzejnych:
- termostat zewnętrzny
- termostat pogodowy
- termostat zewnętrzny z algorytmem PASC
- termostat z czujnikiem umieszczanym na rurociągu
- regulator PID
- wieloobwodowy system sterowania
- termostat zabezpieczający – limiter

## Bezpieczeństwo stosowania
Pole elektromagnetyczne
Ponieważ zasada działania przewodów grzejnych opiera się na czysto rezystancyjnej przemianie energii takie systemy grzewcze są absolutnie bezpieczne dla człowieka, jednak powszechnie panuje mylna opinia o szkodliwym działaniu pola elektromagnetycznego, prawdopodobnie z powodu mylenia przewodów grzejnych z ogrzewaniem indukcyjnym (np. piec indukcyjny).
Przykład: moc maty grzewczej zainstalowanej w łazience wynosi do 1,2 kW, mniej więcej tyle co czajnik bezprzewodowy.
Bezpieczeństwo przeciwporażeniowe
Najczęściej przewody grzejne wyposażone są w oplot ochronny, który powinien być uziemiony i połączony za pomocą przewodu ochronnego PE z wyłącznikiem różnicowoprądowym zapewniający ochronę przed skutkami porażenia elektrycznego, a także diagnozowanie stanu technicznego systemu.

## Bezpieczeństwo przeciwwybuchowe
Aby ogrzewanie elektryczne mogło być zastosowane w strefach zagrożonych wybuchem niezbędne są certyfikaty Ex na cały system, zgodnie z dyrektywami ATEX.